# Arquidiócesis de Salerno-Campagna-Acerno
La arquidiócesis de Salerno-Campagna-Acerno (en latín: Archidioecesis Salernitana-Campaniensis-Acernensis y en italiano: Arcidiocesi di Salerno-Campagna-Acerno) es una circunscripción eclesiástica de la Iglesia católica en Italia. Se trata de una arquidiócesis latina, sede metropolitana de la provincia eclesiástica de Salerno-Campagna-Acerno. Desde el 4 de mayo de 2019 su arzobispo y primado del Reino de Nápoles es Andrea Bellandi.

## Territorio y organización

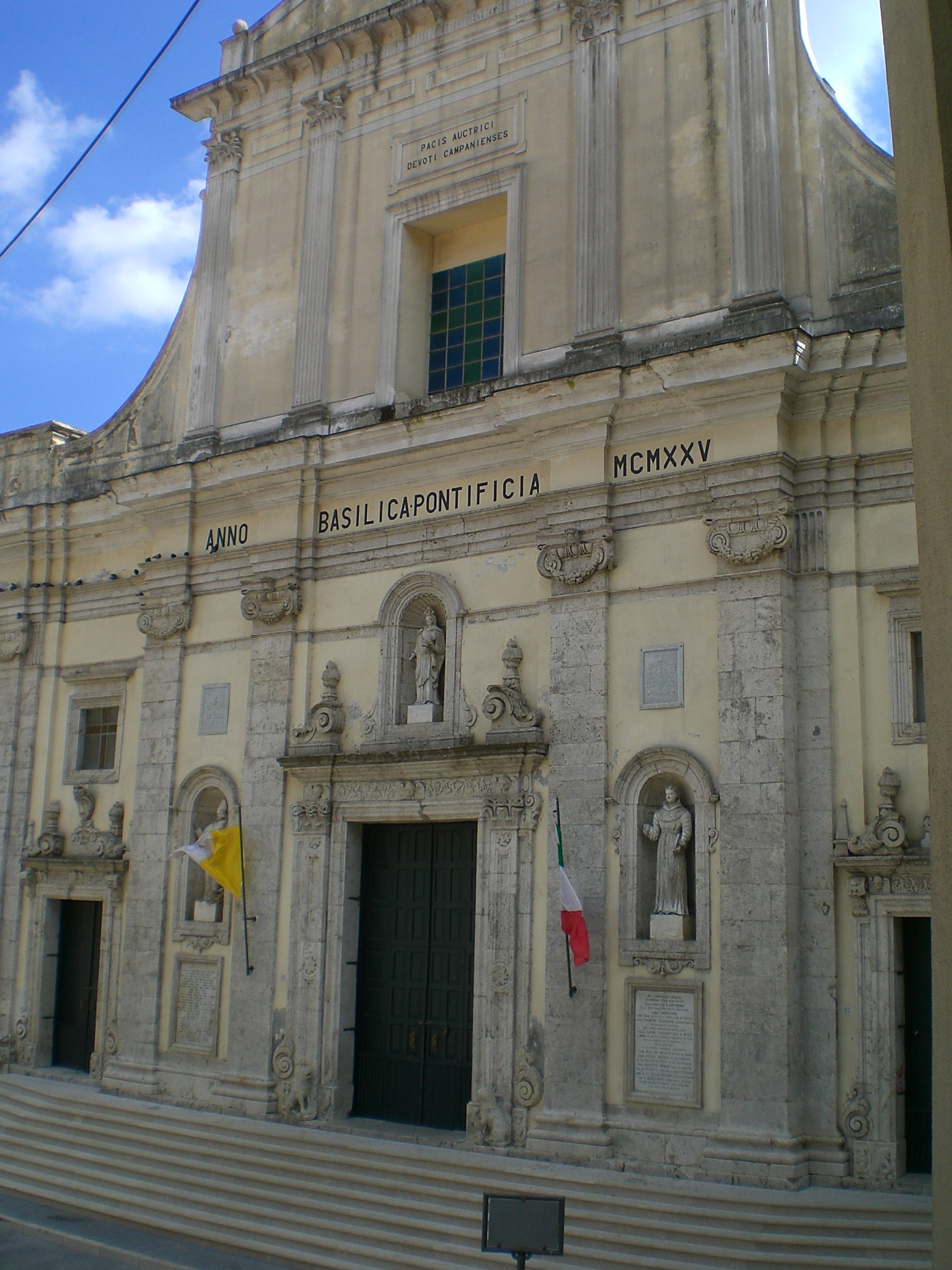
Concatedral basílica de Santa María de la Paz, en Campagna

La arquidiócesis tiene 274 km² y extiende su jurisdicción sobre los fieles católicos de rito latino residentes en parte de la región de Campania, comprendiendo en:
- la provincia de Salerno las comunas de: Acerno, Auletta, Baronissi, Battipaglia, Bellizzi, Bracigliano, Buccino, Caggiano, Calvanico, Campagna, Castel San Giorgio, Castelnuovo di Conza, Castiglione del Genovesi, Colliano, Contursi Terme, Eboli, Fisciano, Giffoni Sei Casali, Giffoni Valle Piana, Laviano, Mercato San Severino, Montecorvino Pugliano, Montecorvino Rovella, Olevano sul Tusciano, Oliveto Citra, Palomonte, Pellezzano, Pontecagnano Faiano, Ricigliano, Romagnano al Monte, Salerno, Salvitelle, San Cipriano Picentino, San Gregorio Magno, San Mango Piemonte, Santomenna, Siano y Valva;
- la provincia de Avellino las comunas de: Montoro y Solofra.

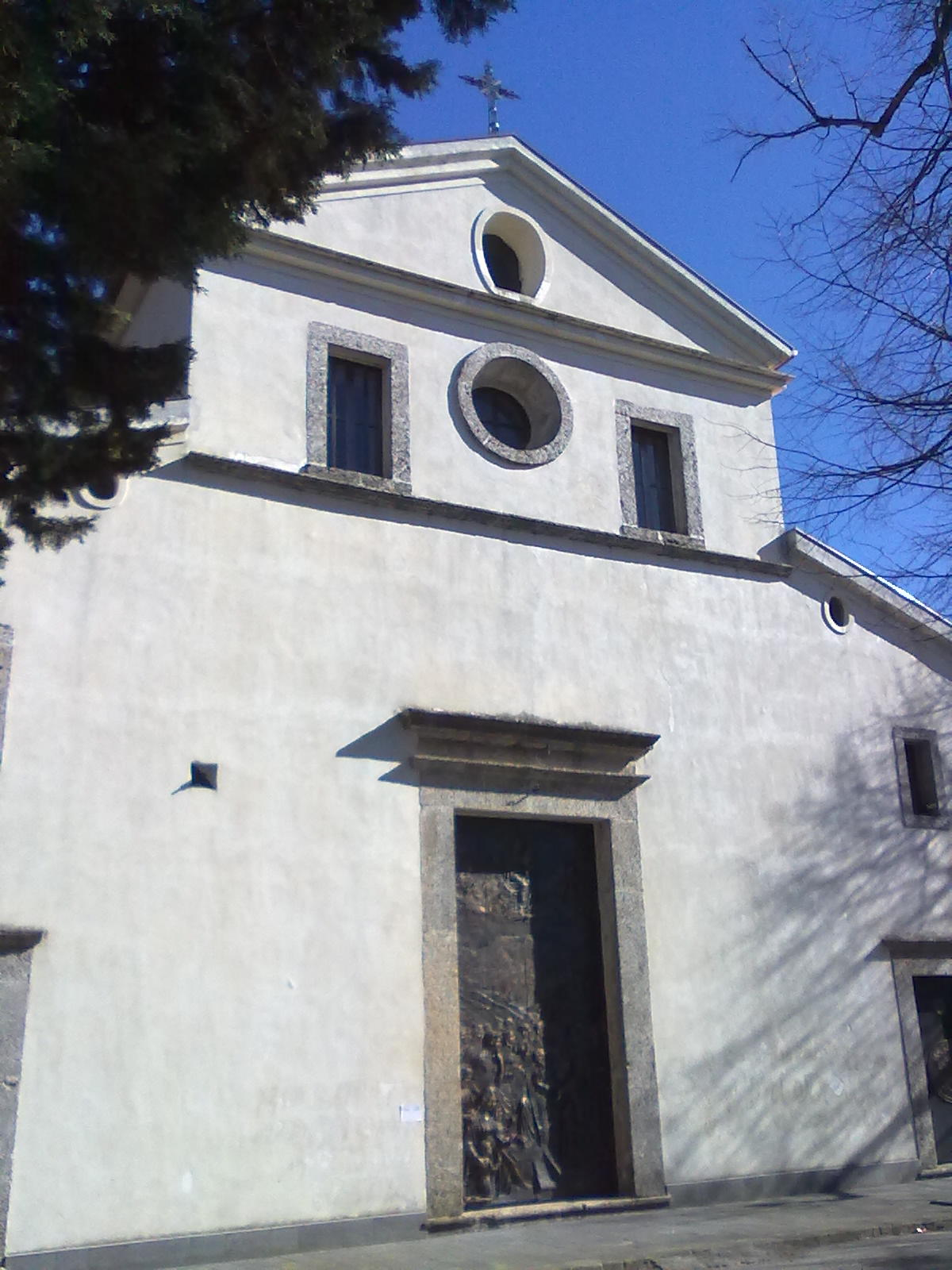
Concatedral de San Donato, en Acerno

La sede de la arquidiócesis se encuentra en la ciudad de Salerno, en donde se halla la Catedral primacial basílica de Santa María de los Ángeles, San Mateo y San Gregorio VII. En Campagna se halla la Concatedral basílica Santa María de la Paz y en Acerno la Concatedral de San Donato.

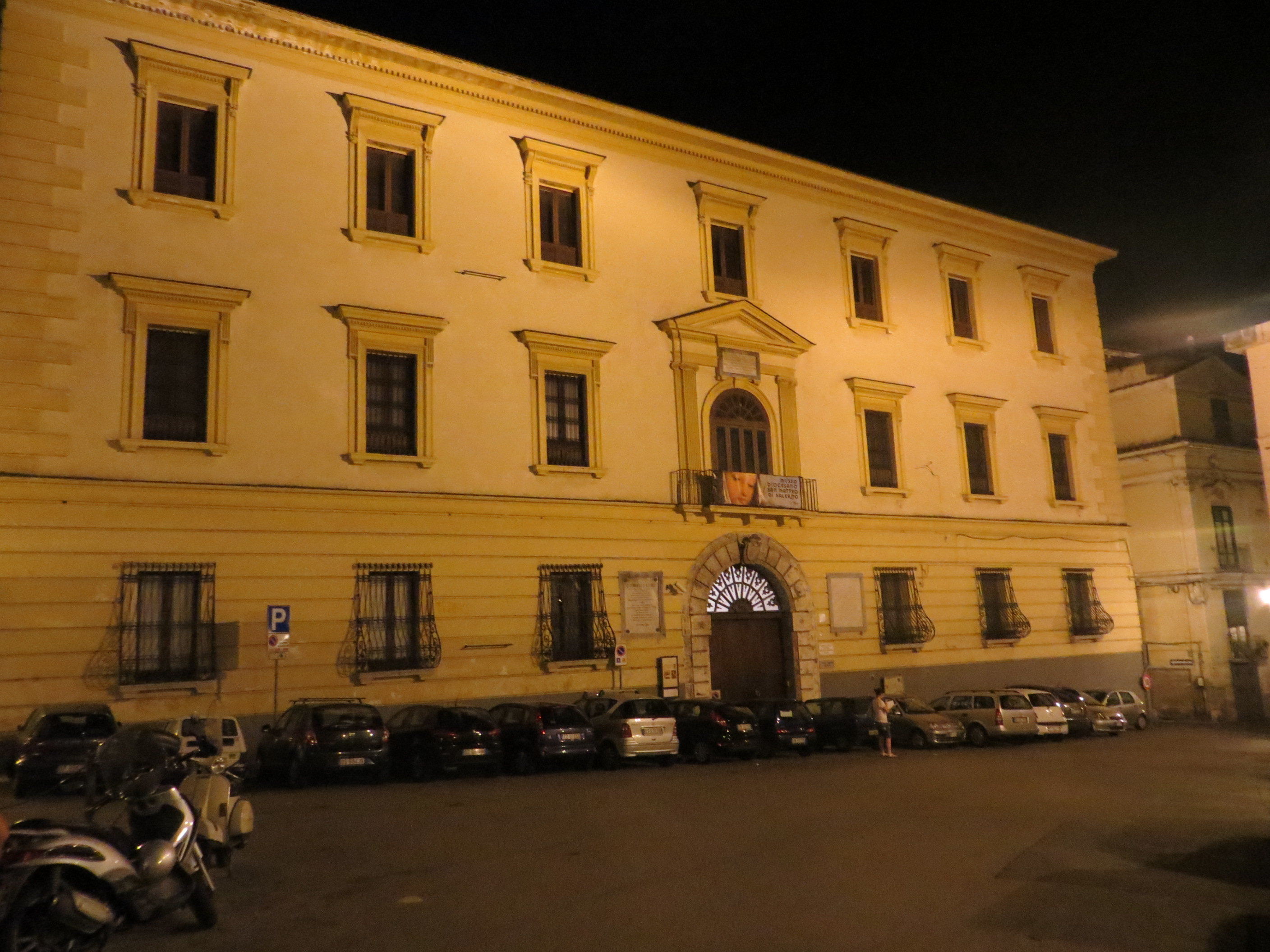
Exseminario arquidiocesano en Salerno

La arquidiócesis tiene como sufragáneas a la arquidiócesis de Amalfi-Cava de' Tirreni, las diócesis de Nocera Inferiore-Sarno, Teggiano-Policastro y Vallo della Lucania, y a la abadía territorial de la Santísima Trinidad de Cava de' Tirreni.

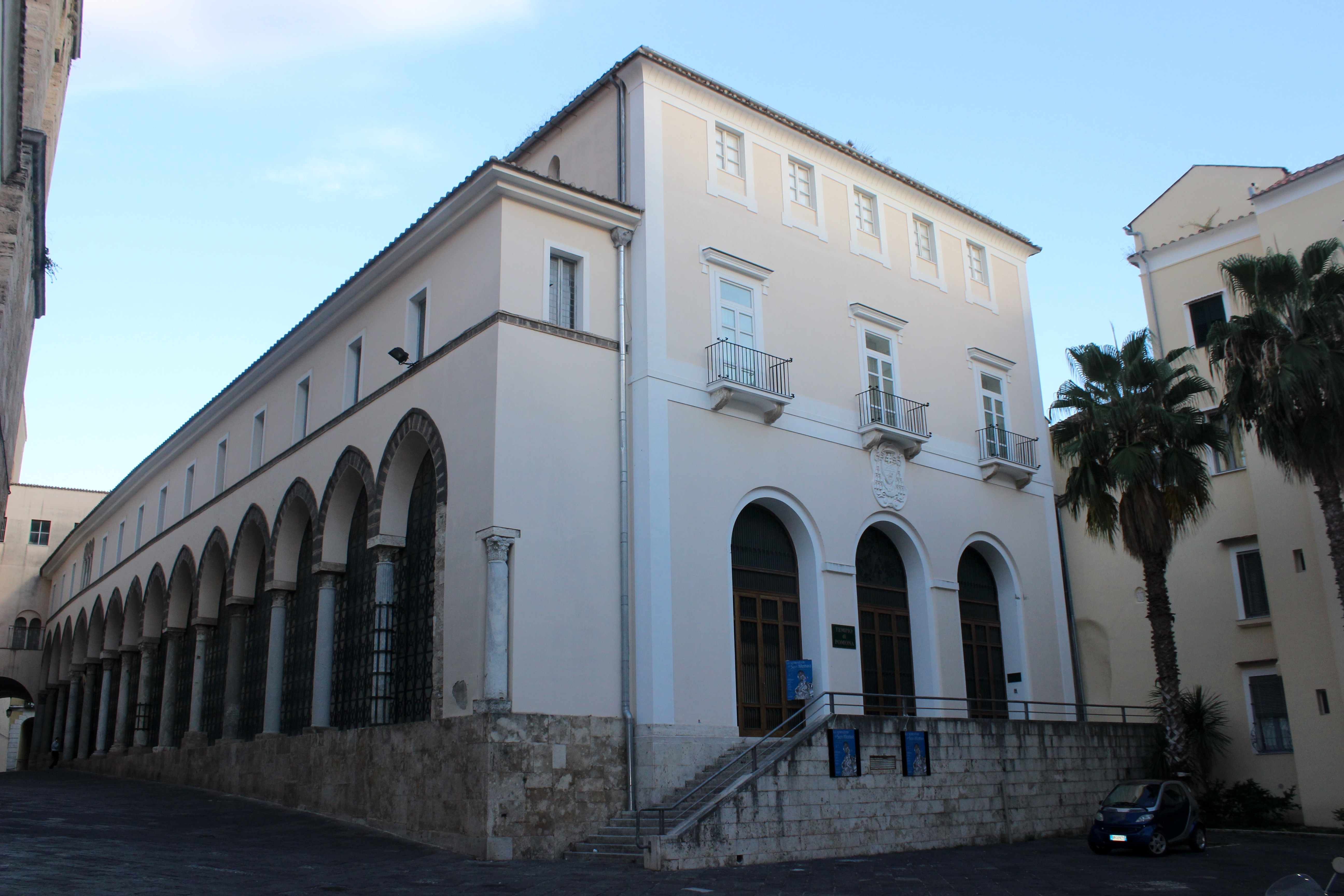
Sede de la curia archiepiscopal en Salerno

En 2022 en la arquidiócesis existían 163 parroquias agrupadas en 11 foranías: Salerno est, Salerno ovest-Ogliara, Battipaglia-Olevano, Buccino-Caggiano, Calvanico-Baronissi-Pellezzano, Campagna-Colliano, Eboli, San Severino-Siano-Bracigliano-San Giorgio, Montecorvino-Pontecagnano-Acerno, Montoro-Solofra y San Cipriano-Giffoni.

## Historia
La circunscripción eclesiástica actual es el resultado de la unión, realizada en 1986, de la arquidiócesis de Salerno con las diócesis de Campagna y Acerno.

### Arquidiócesis de Salerno
La difusión del cristianismo en Salerno se remonta al inicio de la era cristiana, atestiguada a partir del siglo III según el Chronicon Salernitanum (segunda mitad del siglo X), que es responsable del testimonio más antiguo del culto a los mártires de Salerno Fortunato, Gaio y Ante.
El origen de la diócesis es incierto. La tradición transmite los nombres de algunos santos obispos de Salerno que vivieron en los primeros siglos, Bonosio, Grammazio, Vero y Valentiniano. Sin embargo, el primer obispo históricamente documentado fue Gaudencio, presente en el sínodo romano del año 499. El obispo Asterio (o Eusterius) fue legado papal en el Concilio de Constantinopla en 536 y más tarde recibió una carta del papa Pelagio I (556-561). En el siglo VII son conocidos los obispos Gaudioso, que vivió en la época de la transición de la dominación griega a la lombarda, y Luminoso, que participó en el Concilio de Letrán del 649. El obispo Rodoperto está documentado entre 774 y 787.
En la carta del papa Pelagio I se menciona el primer monasterio conocido de Salerno, dedicado a los santos mártires Crisante y Daría y fundado por el abad Vindimio cerca de las murallas de la ciudad. En el siglo VIII los lombardos fundaron el primer monasterio femenino, dedicado a san Jorge.
En 646 Salerno fue conquistada por los lombardos y en 774, con el príncipe Arechis II, se convirtió en la capital del Ducado de Benevento; un siglo después, en 851, la fragmentación del Ducado de Benevento dio lugar al nacimiento del Principado de Salerno. Esta fue la época dorada de la ciudad y de la diócesis, que en el siglo X fue elevada al rango de sede metropolitana.
De hecho, en una fecha no especificada entre abril y octubre de 983 Amato I se convirtió en arzobispo de Salerno, y en dos bulas papales de 994 y 1012 se mencionan las diócesis sufragáneas de la nueva sede metropolitana: Paestum, Acerenza, Nola, Bisignano, Malvito, Cosenza y Conza. En 1058, Martirano, Marsico, Policastro y, por primera y única vez, Cassano también fueron contadas entre las sufragáneas de Salerno.
Entre los principales arzobispos cabe mencionar a Alfano I, nombrado en 1058, quien, con la ayuda del duque normando Roberto Guiscardo, erigió la actual catedral. Alfano fue responsable, por mandato del papa, de la erección de las diócesis de Sarno, Nusco y Acerno, que pasaron a ser nuevas sufragáneas. Durante su episcopado, fue acogido en Salerno en el exilio por el papa Gregorio VII, que consagró la nueva catedral. A Alfano I también se le atribuye el reconocimiento y disposición de las reliquias del apóstol Mateo bajo el altar mayor de la cripta de la catedral.
El 20 de julio de 1098, mediante la bula Singulare semper del papa Urbano II, al arzobispo Alfano II y a sus sucesores se les concedió el título de primado, anteriormente reservado al más alto prelado de la Iglesia en las realidades nacionales individuales. Originalmente los derechos primaciales de Salerno se extendían a las arquidiócesis de Conza y Acerenza y sus sufragáneas: «Tibi tuis que Successoribus super Consanam et Acheruntinam ecclesias et earum suffraganeos primatum gerere ex Apostolicae Sedis liberalate concedimus». Este título todavía se mantiene hoy en día, aunque su función es puramente honorífica.
Entre los arzobispos posteriores se recuerdan: Romualdo II Guarna (1153-1181), erudito, mecenas y diplomático; Niccolò d'Aiello (1181-1221), que fue deportado a Alemania por haberse aliado con Tancredo contra el emperador Enrique VI de Suabia; Cesario d'Alagno (1225-1263), quien favoreció la expansión del franciscanismo en la arquidiócesis.
Durante la dominación aragonesa (1442-1503), se distinguió el obispo Giovanni de Aragón, convirtiéndose en abad comendatario de la Santísima Trinidad de Cava de' Tirreni a los nueve años y de la de Montevergine a los once; en 1483 fue nombrado administrador apostólico de Salerno. En 1484 celebró un sínodo cuyas actas han llegado hasta hoy y permiten tener una imagen de la situación religiosa, social y civil de la arquidiócesis a finales del siglo XV.
El comienzo del siglo XVI se caracteriza por una serie de arzobispos que casi nunca pusieron un pie en la arquidiócesis, pero que la gobernaban a través de los vicarios generales que, por mandato de los prelados, realizaban visitas pastorales. El 19 de junio de 1525 el papa Clemente VII mediante la bula Pro excellenti praeeminentiase erigió la diócesis de Campagna con el territorio desmembrado del de Salerno. El concordato del 29 de junio de 1529 garantizó al rey de Nápoles el derecho de presentar a los arzobispos de Salerno.
Después de décadas, el primer arzobispo que residió permanentemente en Salerno fue el agustino Girolamo Seripando (1564-1563), cardenal, entre los más importantes delegados a la tercera sesión del Concilio de Trento; en 1554 celebró un sínodo y tres años más tarde comenzó a reformar, no sin dificultades, el cabildo catedralicio. Al arzobispo Gaspar Cervantes de Gaete (1564-1568) le correspondió la creación del seminario diocesano, confiado a los jesuitas en 1635, y la aplicación de las principales directrices del Concilio de Trento, obra en la que también se comprometieron sus sucesores.
En el siglo XVIII la arquidiócesis vio la llegada en 1735 de los redentoristas, una congregación fundada por san Alfonso María de Ligorio y dedicada sobre todo a las misiones populares, cuya difusión en el territorio de Salerno fue favorecida por los arzobispos Fabrizio de Capua (1730 -1738) y Casimiro Rossi (1738-1758).
A principios del siglo XIX Salerno contaba con ocho diócesis sufragáneas: Acerno, Campagna, Capaccio, Marsico, Nocera, Nusco, Policastro y Sarno.
El 27 de junio de 1818, mediante la bula De utiliori del papa Pío VII, la diócesis de Acerno fue entregada bajo administración perpetua a los arzobispos pro tempore de Salerno, quienes a partir de ese momento asumieron el título de arzobispos de Salerno y administradores perpetuos de Acerno. Con la misma bula, Salerno perdió a las sufragáneas de Campagna y Sarno; en 1850 la diócesis de Diano pasó a formar parte de la provincia eclesiástica de Salerno.
En 1849 el arzobispo Marino Paglia recibió en la ciudad al papa Pío IX, quien visitó la catedral, el seminario y el monasterio de San Giorgio, parando luego a desayunar en el despacho del obispo.
Cuando Giuseppe Garibaldi llegó a Salerno (6 de septiembre de 1860), el arzobispo Antonio Salomone tuvo que huir por la noche para refugiarse primero en Nápoles y luego en Roma, ya que había sido acusado de no haber cantado el Te Deum por las victorias de Garibaldi. Sometido a juicio fue absuelto, porque algunos testigos juraron que el prelado estaba enfermo en cama.
El 4 de marzo de 1877 la Santa Sede eligió arzobispo a Valerio Laspro, que era obispo de Lecce. El gobierno italiano rechazó el exequatur, alegando el derecho de presentación que se había concedido a la Corona de Nápoles. La Santa Sede objetó estas afirmaciones de que los concordatos con los estados anteriores a la unificación habían sido abrogados con la unidad nacional. La causa civil terminó con la sentencia del 13 de marzo de 1879, a favor de la Santa Sede. Después de dos años, el arzobispo pudo acceder al palacio arzobispal, que le habían negado las autoridades civiles.
En 1968 el arzobispo Demetrio Moscato fundó el Instituto diocesano de Cultura Teológica, transformado en Instituto Superior de Ciencias Religiosas con decreto de la Congregación para la Educación Católica del 15 de julio de 1986.
El 4 de agosto de 1973 el arzobispo Gaetano Pollio fue nombrado también obispo de Campagna, uniendo así las dos sedes in persona episcopi.
En 1979 la arquidiócesis cedió las parroquias de Casali y Materdomini a la diócesis de Nocera Inferiore. En el mismo año se revisó y amplió la provincia eclesiástica de Salerno, que pasó a incluir las siguientes sedes: Acerno, Diano (Teggiano), Nocera, Policastro, Vallo della Lucania, Amalfi, Campagna, Cava, Sarno y la abadía territorial de la Santísima Trinidad.

### Diócesis de Campagna
La diócesis de Campagna fue erigida el 19 de junio de 1525 por el papa Clemente VII mediante la bula Pro excelentii praeeminentia, gracias al interés del conde palatino Melchiorre Guerriero, de Campagna, custodio de la cancillería apostólica y abreviador papal. La nueva diócesis, que incluía sólo la ciudad de Campagna, se unió aeque principaliter con la diócesis de Satriano. Mientras Satriano siguió siendo sufragánea de la arquidiócesis de Conza, Campagna quedó sometida a la provincia eclesiástica de la arquidiócesis de Salerno. El primer obispo de las diócesis unidas fue el dominico Cherubino Caietano, exobispo de Satriano.
El 4 de agosto de 1973 el arzobispo de Salerno, Gaetano Pollio, ya administrador apostólico de la diócesis desde 1971, fue nombrado también obispo de Campagna, uniendo así las dos sedes in persona episcopi.

### Diócesis de Acerno
Según una antigua tradición, la difusión del cristianismo en Acerno y su territorio está ligada al paso de san Pedro en su viaje a Roma. Según Raffaele Cerrone, una confirmación indirecta de esta tradición sería el descubrimiento en Castellammare di Stabia de fíbulas de oro que representan a Pedro y Pablo y el testimonio de una antigua iglesia en Acerno dedicada a Pedro, como informó el obispo Antonio Agelli en su informe sobre la ocasión de la visita ad limina de 1595.
Con el Congreso de Viena se impuso una nueva estructura en las relaciones entre los distintos estados y la Santa Sede; en el concordato de 1818 con el Reino de las Dos Sicilias se revisaron muchos de los distritos eclesiásticos del Reino. El 27 de junio de 1818, mediante la bula De utiliori del papa Pío VII, la diócesis de Acerno no fue suprimida, sino entregada bajo administración perpetua a los arzobispos pro tempore de Salerno, quienes a partir de ese momento asumieron el título de arzobispos de Salerno y administradores perpetuos de Acerno.

### Sedes unidas
El 30 de septiembre de 1986, mediante el decreto Instantibus votis de la Congregación para los Obispos, la diócesis de Campagna, la de Acerno y la arquidiócesis de Salerno se unieron a la fórmula plena unione y la circunscripción eclesiástica nacida de la unión tomó el nombre de la arquidiócesis de Salerno-Campagna-Acerno.
La configuración territorial actual es el resultado de los cambios implementados en 1988 (anexión de las partes de la comuna de Salerno que pertenecían a la arquidiócesis de Amalfi-Cava de' Tirreni) y en 1998 (transferencia de diez parroquias a la diócesis de Avellino).
El 4 de septiembre de 1999 el seminario metropolitano fue inaugurado por el papa Juan Pablo II, destinado a garantizar la formación de los aspirantes al sacerdocio procedentes de las diócesis de la provincia eclesiástica de Salerno. El anterior seminario arzobispal había sido utilizado por el arzobispo Guerino Grimaldi como sede del museo, archivo y biblioteca diocesano de San Mateo.

## Estadísticas
Según el Anuario Pontificio 2023 la arquidiócesis tenía a fines de 2022 un total de 547 000 fieles bautizados.
| Año                                                                             | Población            | Población | Población      | Sacerdotes | Sacerdotes    | Sacerdotes    | Bautizados por sacerdote | Diáconos permanentes | Religiosos | Religiosos | Parroquias |
| Año                                                                             | Bautizados católicos | Total     | % de católicos | Total      | Clero secular | Clero regular | Bautizados por sacerdote | Diáconos permanentes | Varones    | Mujeres    | Parroquias |
| ------------------------------------------------------------------------------- | -------------------- | --------- | -------------- | ---------- | ------------- | ------------- | ------------------------ | -------------------- | ---------- | ---------- | ---------- |
| 1950                                                                            | 276 900              | 276 950   | 100.0          | 332        | 229           | 103           | 834                      |                      | 133        | 544        | 164        |
| 1970                                                                            | 367 642              | 367 842   | 99.9           | 383        | 196           | 187           | 959                      |                      | 239        | 730        | 177        |
| 1980                                                                            | 399 701              | 402 701   | 99.3           | 346        | 176           | 170           | 1155                     | 1                    | 203        | 538        | 184        |
| 1990                                                                            | 483 000              | 498 000   | 97.0           | 338        | 204           | 134           | 1428                     | 41                   | 160        | 492        | 187        |
| 1999                                                                            | 517 000              | 532 000   | 97.2           | 330        | 208           | 122           | 1566                     | 61                   | 125        | 370        | 164        |
| 2000                                                                            | 535 000              | 550 000   | 97.3           | 335        | 213           | 122           | 1597                     | 61                   | 125        | 378        | 163        |
| 2004                                                                            | 534 000              | 550 000   | 97.1           | 333        | 211           | 122           | 1603                     | 60                   | 131        | 309        | 163        |
| 2010                                                                            | 540 000              | 552 000   | 97.8           | 344        | 224           | 120           | 1569                     | 45                   | 139        | 165        | 163        |
| 2014                                                                            | 549 300              | 562 200   | 97.7           | 303        | 215           | 88            | 1812                     | 59                   | 121        | 262        | 163        |
| 2017                                                                            | 547 000              | 548 900   | 99.7           | 306        | 221           | 85            | 1787                     | 60                   | 126        | 263        | 163        |
| 2020                                                                            | 547 000              | 548 900   | 99.7           | 316        | 231           | 85            | 1731                     | 68                   | 126        | 263        | 162        |
| 2022                                                                            | 547 000              | 548 900   | 99.7           | 270        | 210           | 60            | 2025                     | 83                   | 96         | 263        | 163        |
| Fuente: Catholic-Hierarchy, que a su vez toma los datos del Anuario Pontificio. |                      |           |                |            |               |               |                          |                      |            |            |            |

## Episcopologio

### Sede de Salerno
- San Bonosio †
- San Grammazio † (?-25 de enero de 490 falleció)[nota 5]
- San Vero †
- San Valentiniano †
- Gaudenzio † (mencionado en 499)
- San Asterio (o Eusterio?) † (antes de 536-después de 556)
- Gaudioso † (mencionado en 640 circa)
- Luminoso † (mencionado en 649)
- Zaccaria †
- Colombo †
- Lupo †
- Renovato †
- Benedetto I †
- Talarico †
- Andemario †[nota 6]
- Rodoperto † (antes de 774-después de 787)
- Rodoaldo †
- Pietro I †
- Ractolo †
- Mainaldo †
- Teupo †
- Aione † (mencionado de agosto de 841)
- Landemario † (mitad del siglo IX)
- Bernaldo † (mitad del siglo IX)
- Pietro II † (mitad del siglo IX)
- Rachenaldo † (862 o 863-después de 866)[nota 7]
- Pietro III † (antes de 880-después de 886)
- Pietro IV † (mencionado en 917)
- Giovanni I † (mencionado en 918)
- Pietro V † (antes de 936-después de 949)
- Bernardo † (mencionado en 954)[nota 8]
- Pietro VI † (antes de 958-después de agosto de 974)
- Giovanni II † (antes de noviembre de 977-después del 18 de abril de 982)
- Amato I † (antes del 18 de agosto de 982-después de junio de 992)[nota 9]
- Dauferio † (mencionado en 993)
- Grimoaldo † (antes del 25 de marzo de 994-26 de mayo de 1011 falleció)
- Michele † (mayo de 1012-29 de mayo de 1015 falleció)
- Benedetto II † (25 de abril de 1016-7 de junio de 1019 falleció)
- Amato II † (27 de diciembre de 1019-12 de junio de 1031 falleció)
- Amato III † (marzo de 1032-circa 1046 falleció)
- Giovanni III † (18 de febrero de 1047-circa 1057 falleció)
- Alfano I † (8 de marzo de 1058-9 de octubre de 1085 falleció)
- Alfano II † (1085 o 1086[nota 10]-29 de agosto de 1121 falleció)
- Romualdo I Guarna † (15 de septiembre de 1121-21 de enero de 1137 falleció)
- Guglielmo da Ravenna † (1137-7 de julio de 1152 falleció)
- Romualdo II Guarna † (1153-1 de abril de 1181 falleció)
- Niccolò d'Aiello † (abril/septiembre de 1182-10 de febrero de 1222 falleció)[16]
  - Sede vacante (1222-1225)
- Cesario d'Alagno † (25 de septiembre de 1225-31 de agosto de 1263 falleció)
- Matteo della Porta † (17 de noviembre de 1263-25 de diciembre de 1273 falleció)
  - Sede vacante (1273-1286)
- Filippo Capuano † (7 de marzo de 1286-1298 falleció)
- Guglielmo de Godonio † (3 de octubre de 1298-4 de septiembre de 1305 falleció)
- Guido de Collemedio † (22 de enero de 1306-circa de mayo de 1306 falleció)
- Berardo di Ponte † (4 de junio de 1306-7 de agosto de 1307 falleció)
- Isarno Morlane † (12 de junio de 1310-1310 falleció)
- Roberto Arcofate de Malovicino † (14 de noviembre de 1310-6 de agosto de 1313 nombrado arzobispo de Aix)
- Onofrio † (6 de agosto de 1313-1320 falleció)
- Bertrand de La Tour † (3 de septiembre de 1320-19 de diciembre de 1320 renunció)
- Arnaud Royard † (30 de abril de 1321-27 de junio de 1330 nombrado obispo de Sarlat)
- Orso Minutolo † (27 de junio de 1330-3 de diciembre de 1333 falleció)
- Benedetto de Palmiero † (18 de febrero de 1334-1347 falleció)
- Ruggero Sanseverino † (23 de mayo de 1347-antes del 2 de octubre de 1348 falleció)
- Bertrando di Castronovo † (7 de enero de 1349-8 de enero de 1364 nombrado arzobispo de Embrun)
- Guglielmo Sanseverino † (15 de enero de 1364-24 de noviembre de 1378 falleció)
- Guglielmo de Altavilla † (diciembre de 1378-23 de julio de 1389 falleció)
  - Giovanni Acquaviva † (24 de noviembre de 1378-1382 falleció) (antiobispo)
  - Roberto † (2 de julio de 1382-?) (antiobispo)[nota 11]
  - Sede vacante (1389-1394)
- Ligorio Maiorino, O.S.B. † (7 de agosto de 1394-15 de febrero de 1400 electo arzobispo de Rodas)
- Bartolomeo d'Aprano † (7 de marzo de 1400-9 de septiembre de 1414 falleció)
- Nicola Piscicelli I, O.Cist. † (21 de febrero de 1415-1440 o 1441 falleció)
- Barnaba Orsini † (8 de marzo de 1440 o 1441-1449 falleció)
- Nicola Piscicelli II † (21 de abril de 1449-1471 falleció)
- Pedro Guillermo de Rocha † (30 de agosto de 1471-18 de octubre de 1482 falleció)
  - Giovanni d'Aragona † (15 de enero de 1483-17 de octubre de 1485 falleció) (administrador apostólico)
- Ottaviano Bentivoglio † (10 de mayo de 1486-1500 falleció)
- Juan de Vera † (10 de julio de 1500-4 de mayo de 1507 falleció)
- Federigo Fregoso † (5 de mayo de 1507-1533 renunció)[nota 12]
  - Niccolò Ridolfi † (7 de febrero de 1533-24 de noviembre de 1548 renunció) (administrador apostólico)
- Luis de Torres † (19 de diciembre de 1548-13 de agosto de 1553 falleció)
- Girolamo Seripando, O.E.S.A. † (30 de marzo de 1554-16 de abril de 1563 falleció)
- Gaspar Cervantes de Gaete † (1 de marzo de 1564-23 de julio de 1568 nombrado arzobispo de Tarragona)
- Marcantonio Colonna † (13 de octubre de 1568-1574 renunció)
- Marco Antonio Marsilio Colonna † (25 de junio de 1574-24 de abril de 1589 falleció)
- Mario Bolognini † (7 de enero de 1591-24 de febrero de 1605 falleció)
- Juan Beltrán Guevara y Figueroa † (4 de diciembre de 1606-28 de noviembre de 1611 nombrado arzobispo a título personal de Badajoz)
- Lucio Sanseverino † (19 de noviembre de 1612-25 de diciembre de 1623 falleció)
- Gabriel Trejo y Paniagua † (9 de junio de 1625-28 de abril de 1627 nombrado arzobispo a título personal de Málaga)
- Giulio Savelli † (28 de enero de 1630-15 de septiembre de 1642 renunció)
- Fabrizio Savelli † (15 de septiembre de 1642-1 de abril de 1658 renunció)
- Giovanni de Torres † (1 de abril de 1658-septiembre de 1662 falleció)
- Gregorio Carafa, C.R. † (23 de junio de 1664-23 de febrero de 1675 falleció)
- Alfonso Álvarez Barba Ossorio, O.C.D. † (22 de junio de 1676-28 de octubre de 1688 falleció)
- Gerolamo Passarelli † (14 de noviembre de 1689-14 de noviembre de 1690 falleció)
- Marcos de Ostos, O. de M. † (25 de junio de 1692-19 de noviembre de 1695 falleció)
- Bonaventura Poerio, O.F.M.Obs. † (11 de noviembre de 1697-18 de noviembre de 1722 falleció)
- Pablo Vilana Perlas † (12 de mayo de 1723-7 de mayo de 1729 falleció)
- Fabrizio de Capua † (11 de diciembre de 1730-1 de marzo de 1738 falleció)
- Casimiro Rossi † (5 de mayo de 1738-27 de diciembre de 1758 falleció)
- Isidoro Sánchez de Luna, O.S.B. † (28 de mayo de 1759-13 de marzo de 1783 renunció[nota 13])
- Giulio Pignatelli, O.S.B. † (25 de junio de 1784-26 de agosto de 1796 falleció)
- Salvatore Spinelli, O.S.B. † (18 de diciembre de 1797-8 de enero de 1805 falleció)
- Fortunato Pinto † (26 de junio de 1805-20 de noviembre de 1825 falleció)
- Camillo Alleva † (19 de diciembre de 1825-30 de octubre de 1829 falleció)
- Michele Arcangelo Lupoli † (30 de septiembre de 1831-28 de julio de 1834 falleció)
- Marino Paglia † (6 de abril de 1835-5 de septiembre de 1857 falleció)
- Antonio Salomone † (21 de diciembre de 1857-9 de marzo de 1872 falleció)
- Domenico Guadalupi † (6 de mayo de 1872-8 de marzo de 1877 renunció)
- Valerio Laspro † (20 de marzo de 1877-22 de septiembre de 1914 falleció)
- Carlo Gregorio Maria Grasso, O.S.B. † (7 de abril de 1915-30 de marzo de 1929 falleció)
- Nicola Monterisi † (5 de octubre de 1929-30 de marzo de 1944 falleció)
- Demetrio Moscato † (22 de enero de 1945-22 de octubre de 1968 falleció)
- Gaetano Pollio, P.I.M.E. † (5 de febrero de 1969-20 de octubre de 1984 renunció)
- Guerino Grimaldi † (20 de octubre de 1984 por sucesión-30 de septiembre de 1986 nombrado arzobispo de Salerno-Campagna-Acerno)

### Obispos de Campagna y Satriano
- Cherubino Caietano, O.P. † (19 de junio de 1525-1544 falleció)
- Camillo Mantuano † (14 de noviembre de 1544-1560 falleció)
- Marco Lauro, O.P. † (26 de enero de 1560-abril de 1571 falleció)
- Girolamo Scarampi † (16 de julio de 1571-agosto o septiembre de 1583 falleció)
- Flaminio Roverella † (28 de mayo de 1584-1589 renunció)
- Giulio Cesare Guarnieri † (19 de julio de 1591-1607 falleció)
- Barzellino de' Barzellini † (14 de mayo de 1607-1618 falleció)
- Alessandro Scappi † (12 de febrero de 1618-17 de mayo de 1627 nombrado obispo de Piacenza)
- Costantino Testi, O.P. † (24 de enero de 1628-30 de enero de 1637 falleció)
- Alessandro Leparulo † (14 de diciembre de 1637-1644 falleció)
  - Gaspare Simeonibus † (1644-1644 falleció) (obispo electo)
- Francesco Carducci † (12 de diciembre de 1644-22 de marzo de 1649 nombrado obispo de Sulmona y Valva)
- Maria Giuseppe Avila, O.P. † (12 de abril de 1649-24 de septiembre de 1656 falleció)
- Juan Caramuel y Lobkowitz, O.Cist. † (9 de julio de 1657-6 de agosto de 1673 renunció)
- Domenico Tafuri, O.SS.T. † (25 de septiembre de 1673-diciembre de 1679 falleció)
- Girolamo Prignano † (11 de marzo de 1680-2 de agosto de 1697 falleció)
- Giuseppe Bondola, O.F.M.Conv. † (2 de diciembre de 1697-4 de febrero de 1713 falleció)[17]
- Francesco Saverio Fontana † (17 de septiembre de 1714-30 de septiembre de 1736 falleció)
- Giovanni Angelo Anzani † (19 de noviembre de 1736-12 de febrero de 1770 falleció)
- Nicola Ferri † (28 de mayo de 1770-febrero de 1773 falleció)
- Marco De Leone † (14 de junio de 1773-1793 falleció)
  - Sede vacante (1793-1818)

### Obispos de Campagna
- Sede administrada por los arzobispos de Conza (1818-1921)

- Carmine Cesarano, C.SS.R. † (30 de septiembre de 1921-16 de diciembre de 1931 nombrado arzobispo a título personal de Aversa)
- Pietro Capizzi † (16 de septiembre de 1932-12 de agosto de 1937 nombrado obispo de Caltagirone)
- Giuseppe Maria Palatucci, O.F.M.Conv. † (20 de septiembre de 1937-31 de marzo de 1961 falleció)
- Jolando Nuzzi † (20 de mayo de 1961-4 de enero de 1971 nombrado obispo de Nocera de' Pagani)
  - Sede vacante (1971-1973)
- Gaetano Pollio, P.I.M.E. † (4 de agosto de 1973-20 de octubre de 1984 renunció)
- Guerino Grimaldi † (20 de octubre de 1984 por sucesión-30 de septiembre de 1986 nombrado arzobispo de Salerno-Campagna-Acerno)

### Sede de Acerno
- Mirando † (?-9 de abril de 1091 o 1106 falleció)[nota 14]
- Guiso † (antes de 1114-después de 1124)
- Pisano † (mencionado en 1136)
- Pietro I † (mencionado en 1179)
- Giovanni † (antes de 1206-después de 1207)[18]
- Anónimo † (mencionado como electus en 1218)[18]
- Paolo (o Pascanio) † (30 de marzo de 1222-?)
- Nicola da San Germano, O.Cist. † (entre 1228[19] y 1233-después de 1258)[18]
- Luca, O.F.M. † (antes de 1266-después de 1279)[18]
- Giacomo I † (antes de 1290-después de 1304)[18]
- Andrea Capograsso † (antes de 1309-25 de mayo de 1319 nombrado obispo de Valva y Sulmona)[nota 15]
- Giordano di Miramonti, O.P. † (25 de mayo de 1319-1331 falleció)
- Pietro II, O.F.M. † (1 de julio de 1331-después del 18 de enero de 1341 falleció)
- Giacomo II † (14 de junio de 1344-1348 falleció)
- Matteo de Marino † (18 de mayo de 1349-1363 falleció)
- Giuliano, O.F.M. † (3 de julio de 1363-11 de agosto de 1371 nombrado obispo de Lettere)
- Roberto da Casalnuovo, O.F.M. † (11 de agosto de 1371-?)
- Tommaso † (circa 1380-?)
- Benedetto Pasquarelli, O.E.S.A. † (31 de marzo de 1389-1396 nombrado obispo de Castellaneta)[20]
- Pacello da Salerno, O.F.M. † (20 de marzo de 1396-1405 falleció)
- Manfredo di Aversa † (10 de julio de 1405-20 de febrero de 1415 nombrado arzobispo de Acerenza y Matera)
- Antonello Syrraca † (20 de marzo de 1415-6 de julio de 1436 falleció)
- Nicola Solimene † (27 de agosto de 1436-1457 nombrado obispo de Venosa)
- Paraclito Malvezzi † (10 de marzo de 1460-1487 falleció)
- Menelao de Gennari † (16 de febrero de 1487-28 de agosto de 1493 nombrado arzobispo de Sorrento)
- Antonio Bonito, O.F.M. † (19 de marzo de 1494-1510 falleció)
- Pietro da Arezzo † (?-1511 renunció)[nota 16]
- Dalmacio de Queralt † (13 de agosto de 1512-1514 falleció)
- Ludovico Munoz † (29 de mayo de 1514-?)
- Pietro † (?-1524 renunció)
  - Pompeo Colonna † (18 de enero de 1524-23 de junio de 1525 renunció) (administrador apostólico)
- Gerolamo Olivieri † (23 de junio de 1525-1539 renunció)
  - Marcello Cervini? † (1539-9 de junio de 1539 renunció) (administrador apostólico)[nota 17]
  - Francisco Quiñones De Luna † (9 de junio de 1539-29 de octubre de 1539 renunció) (administrador apostólico)
- Nicola Angelo Olivieri † (29 de octubre de 1539-1566 falleció)
- Giovanni Maria Valdina, O.P. † (15 de mayo de 1566-1570 falleció)
- Lelio Giordano † (26 de junio de 1570-28 de noviembre de 1580 nombrado arzobispo de Rossano)
- Giovanni Francesco Orefice † (20 de febrero de 1581-1593 falleció)
- Antonio Agelli, C.R. † (24 de noviembre de 1593-1604 renunció)
- Paolo Manara, O.P. † (20 de octubre de 1604-1611 falleció)
- Francesco Solimene † (14 de marzo de 1611-junio de 1613 falleció)
- Giovanni Serrano, O.F.M. † (20 de noviembre de 1613-marzo de 1637 falleció)
- Ludovigo Galbiati † (17 de agosto de 1637-23 de mayo de 1638 falleció)
- Pietro Paolo Bonsi † (13 de septiembre de 1638-26 de mayo de 1642 nombrado obispo de Conversano)
- Clemente Confetto † (13 de abril de 1643-1644 falleció)
- Camillo Ragona † (17 de octubre de 1644-3 de abril de 1665 nombrado obispo de Capaccio)
- Antonio Glielmo † (15 de junio de 1665-marzo de 1690 falleció)
- Francesco Sifola † (22 de mayo de 1690-noviembre de 1696 falleció)
- Scipione Carocci † (17 de diciembre de 1696-junio de 1702 falleció)
- Nicola Ventriglia † (5 de marzo de 1703-1708 falleció)
  - Sede vacante (1708-1718)
- Domenico Antonio Menafra † (24 de enero de 1718-noviembre de 1738 falleció)
- Domenico Anelli † (26 de enero de 1739-20 de mayo de 1743 nombrado obispo de Andría)
- Geronimo de Laurenzi † (15 de julio de 1743-1790 falleció)
- Michelangelo Calandrelli, O.E.S.A. † (26 de marzo de 1792-18 de agosto de 1797 falleció)[21]
- Giuseppe Mancuso † (18 de diciembre de 1797-circa 1807 falleció)
  - Sede vacante (1807-1818)
  - Sede administrada por los arzobispos de Salerno (1818-1986)

### Sede de Salerno-Campagna-Acerno
- Guerino Grimaldi † (30 de septiembre de 1986-12 de abril de 1992 falleció)
- Gerardo Pierro (25 de mayo de 1992-10 de junio de 2010 retirado)
- Luigi Moretti (10 de junio de 2010-4 de mayo de 2019 renunció)
- Andrea Bellandi, desde el 4 de mayo de 2019